# 让·德巴克尔
让·德巴克尔（法語：Jean de Backer，？—？），比利时男子水球运动员。他曾代表比利时参加1900年夏季奥林匹克运动会水球比赛，获得一枚银牌。